# Wikio
Wikio News war ein europäisches Informationsportal. Es ging am 19. Juni 2006 in Frankreich online, und war seit Dezember 2006 auch in anderen Ländern verfügbar. Der Dienst wurde im November 2011 eingestellt. Vorher hatte das Mutterunternehmen Wikio Group den Blogdienst Trigami, über den Bloggern bezahlte Posts vermittelt werden sollten, aufgekauft und fusionierte mit Overblog. Die Aktivitäten wurden zunächst als Ebuzzing weitergeführt, das im März 2014 mit der Videowerbefirma Teads fusioniert ist. Unter der alten URL wikio.de wird heute ein Online-Shop betrieben, der nichts mehr mit der früheren Nachrichtenplattform oder deren Suchmaschinentechnologie zu tun hat.
Anders als Suchmaschinen für Nachrichten, wie Google News, bezog Wikio seine Informationen von verschiedensten Medien, sowohl von Nachrichtenseiten, als auch von Blogs und von persönlichen Webseiten von Konsumenten, sowie von den Webseiten von Händlern. Dazu wurde eine mehrsprachige semantische Suchmaschine verwendet, welche von der französischen Software-Firma Sinequa entwickelt wurde. Wikio enthielt Quellen in den Sprachen Deutsch, Englisch, Französisch, Spanisch und Italienisch. Wikio veröffentlichte am 5. jedes Monats ein Ranking von Blogs in verschiedenen Kategorien. Nach der Fusion mit Overblog hatte Wikio Group über 25 Millionen Nutzer weltweit.
Wikio wurde von Pierre Chappaz gegründet, dem Entwickler des Preisvergleichsportals Kelkoo, das 2004 von Yahoo gekauft wurde. Die Abteilung Wikio Labs, in der neue Projekte getestet wurden, wurde von Jean Véronis, einem 2013 verstorbenen französischen Informatik-Professor mit dem Spezialgebiet Computerlinguistik geleitet.